# Onosma adenopus
Onosma adenopus är en strävbladig växtart som beskrevs av Ivan Murray Johnston. Onosma adenopus ingår i släktet Onosma och familjen strävbladiga växter. Inga underarter finns listade i Catalogue of Life.